# Голенсичі
Голенсичі (пол: Golęszycy, Gołęszycy, чех: Holasici) - західнослов'янське плем'я, яке проживало на території сучасної Польщі і Чехії. Сусідами їх були лужичани. Жили вони на території між Одрою і Віслою. Плем'я голенсичі володіли п'ятью містами. Головним містом було місто Оппа, зараз це чеське місто Опава. На території сучасної Польщі збереглося село Любомія, де раніше була дерев'янна фортеця племені голенсичі. Згадується плем'я Баварським георгафом в IX столітті.